# Laphria fuscata
Laphria fuscata là một loài ruồi trong họ Asilidae. Laphria fuscata được Joseph & Parui miêu tả năm 1997. Loài này phân bố ở miền Ấn Độ - Mã Lai.